# العدف (بعدان)

تعديل مصدري - تعديل

العدف محلة تابعة لقرية الحجر، التابعة لعزلة حيسان بمديرية بعدان إحدى مديريات محافظة إب في الجمهورية اليمنية، بلغ تعداد سكانها 96 حسب تعداد اليمن لعام 2004.